# 基隆市私立二信高級中學
二信學校財團法人基隆市二信高級中學，簡稱二信高中、二信中學、二信，是一所位於台灣基隆市的私立完全中學。除了中學教育，另有附設雙語教學的國民小學部。

## 簡史
- 1964年，李淑華女士創辦基隆市私立立德初級中學，為當時基隆市唯一的私立初級中學。
- 1967年，奉臺灣省政府教育廳核准增設高中部。
- 1968年，改制為基隆市私立立德中學，並增設高職部（職業類科）及附設補習學校。
- 1978年，基隆市第二信用合作社（基隆二信）入主管理階層，由時任基隆二信理事主席謝修平出任董事長。
- 1979年，改名為基隆市私立二信中學；同年9月，依《高級中學法》改名基隆市私立二信高級中學。
- 2003年，與香港陳樹渠紀念中學締結為姊妹校[1]。
- 2010年，向中華民國教育部申請成立國小部，隔年5月獲准成立、9月新學年開始招收首屆學生。
- 2011年7月6日，更名為二信學校財團法人基隆市二信高級中學。
- 2014年，增設應用外語科英文組及日文組。
- 2017年，普科增設頂大班，為專攻台清交成政之五所國內頂尖大學及醫學院的菁英班。

## 教學單位
- 普通科
- 職業類科

1. 機械工程科
2. 電機工程科
3. 資料處理科
4. 廣告設計科
5. 商業經營科
6. 應用外語科（日文組、英文組 於103學年開始招生）

- 國中部（每年級各11班，108學年度起每年級各10班，111學年度招收9個班)
- 國小部（每年級各1班）

## 歷任校長
| 任次 | 姓名   | 任期                 |
| ---- | ------ | -------------------- |
| 1    | 任遵時 | 1964年7月－1965年4月 |
| 2    | 顧不先 | 1965年4月－1978年8月 |
| 3    | 許書璟 | 1978年8月－1998年8月 |
| 4    | 黃艮桁 | 1998年9月－2016年1月 |
| 5    | 林立   | 2016年2月 -          |

## 知名校友
- 謝國樑：現任基隆市長，前基隆市立法委員，二信高中董事長謝修平兒子。
- 丁國琳：藝人。
- 唐禹哲：藝人。
- 張顥瀚：前基隆市政府秘書，現任基隆市議員。
- 陳薇仲：雞籠霧雨發起人，前基隆市議員。
- 林旻勳：前基隆市政府秘書，現任基隆市議員。
- 童子瑋：現任總統賴清德姪子，現任基隆市議長。
- 林東松：知名音樂人兼唱作歌手。
- 江志豐：台語歌手。
- 林正：著名高中生自製合唱曲。風箏的主要創作者，組合四個朋友成員之一。
- 楊智捷：非凡新聞台主播。
- 陳卓逸：台灣游泳亞奧運運動員與生物資訊研究學者。

## 外部連結
- 二信高級中學 （页面存档备份，存于）
- 二信高中國小部